# 쇠동고비
쇠동고비는 참새목 동고비과의 한 종으로, 한국에서는 드문 겨울철새이다. 북한에서는 흔하지 않은 여름철새다. 윗부분이 회색이다. 중국, 북한, 한국에 분포한다.
숲에 서식한다.